# Julia Sevilla Muñoz
Julia Sevilla Muñoz, née à Vélez-Málaga (Province de Malaga, Espagne) en 1960, est philologue, parémiologue et traductrice espagnole. 

## Biographie
Enseignante, depuis 1985, à l'université complutense de Madrid, a publié de nombreuses études concernant la linguistique appliquée et la parémiologie. Elle est directrice de la revue Paremia, qu'elle a créée en 1993; c'est jusqu'à présent l'unique revue espagnole consacrée aux énoncés sentencieux, et la deuxième au monde, après Proverbium (Université de Vermont, États-Unis). L'objet principal de recherches de Julia Sevilla est l'étude des proverbes et d'autres énoncés sentencieux, suivant une méthode comparée avec l'espagnol comme langue de départ. À partir du terme parémie, l'archilexème des énoncés sentencieux, Julia Sevilla a classé et défini ces énoncés; elle a également développé une série de techniques pour la recherche des équivalents parémiologiques ou des correspondants: technique actancielle, thématique, synonymique et hypéronymique (cf. El Trujamán, sur le site web du Centro Virtual Cervantes). Julia Sevilla a créé des premieres équipes espagnoles de recherche parémiologique. Elle est responsable du Groupe de Recherches UCM 930235 Phrasélogie et Parémiologie (PAREFRAS) et elle a contribué à la création du réseau des groupes de recherche phraséologique et parémiologique. Elle est une des coordinatrices du Refranero multilingüe (proverbier multilingue), une base de données en ligne sur le site web du Centro Virtual Cervantes. Coordinatrice principale de l'unique Programme de Doctorat sur Phraséologie et Parémiologiqe, elle est aussi la coordinatrice du Doctorat en Études Françaises de l'Université Complutense de Madrid. Ce Doctorat a obtenu la Mention d'Excellence en 2011.
Avec Jesus Cantera Ortiz de Urbina et avec Louis Combet, elle a réalisé des éditions de proverbiers du Moyen Age et du XVe siècle. Elle a traduit des ouvrages importants pour la Philosophie (Tratado de la argumentación, de Ch. Perelman et L. Olbrechts-Tyteca. Madrid: Gredos, 1989), la Linguistique (La argumentación en la lengua, de Jean-Claude Anscombre et Oswald Ducrot. Madrid: Gredos, 1994; en collaboration avec Marta Tordesillas) et la Traduction (La traducción científico-técnica, de Jean Maillot. Madrid: Gredos: 1997, ouvrage préfacé par Valentín García Yebra).
Disciple de Jesus Cantera Ortiz de Urbina, Pedro Peira Soberón et Valentín García Yebra, elle accorde beaucoup d'importance à la formation de jeunes chercheurs.